# Alan Hale sr.

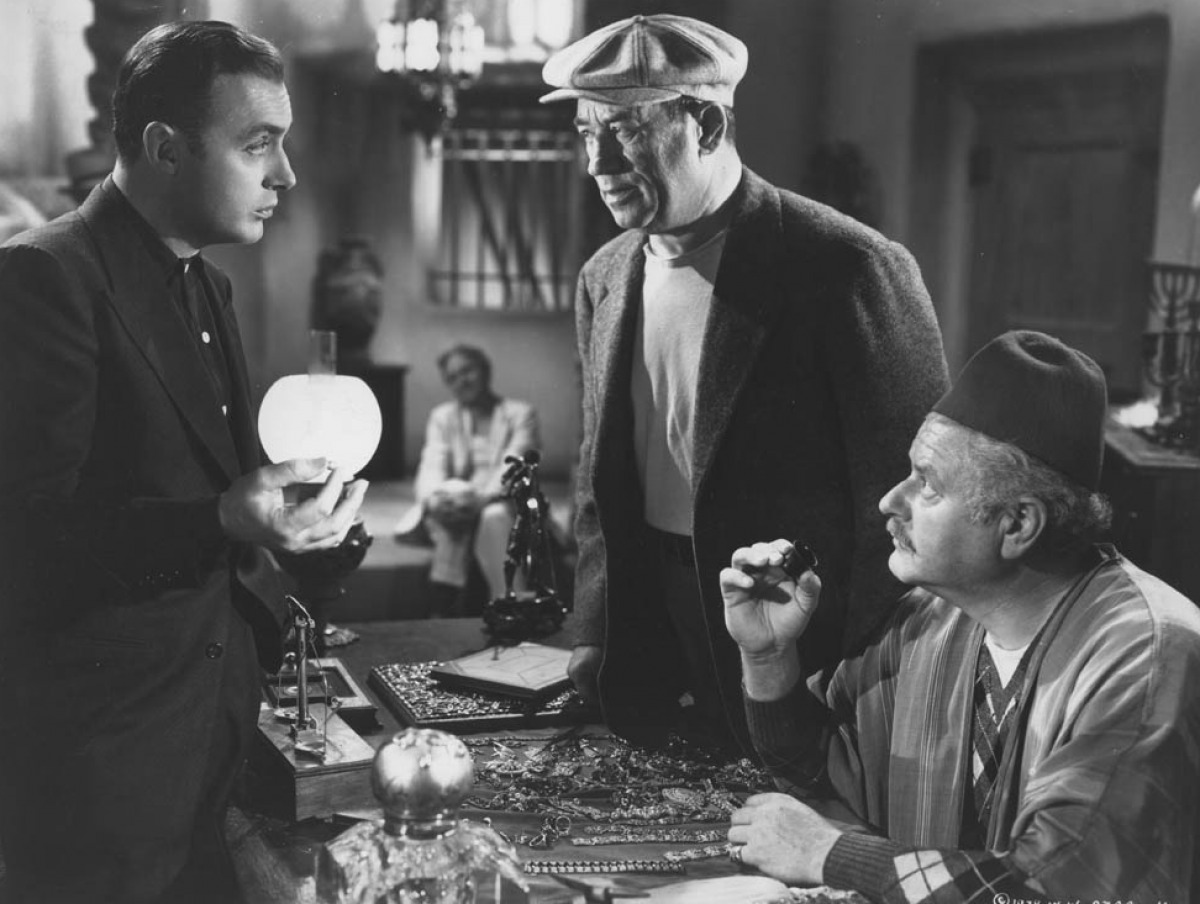
Alan Hale (rechts) met Charles Boyer (links) en Stanley Fields

Alan Hale, geboren als Rufus Edward Mackahan, (Washington D.C., 10 februari 1892 - Hollywood, 22 januari 1950) was een Amerikaans acteur.
Hale speelde in zijn eerste film in 1911. Zijn laatste film werd uitgebracht in 1950. Hij speelde in 224 films. Hij stierf in Hollywood aan een infectie.
Hij was de vader van de acteur Alan Hale jr..

## Filmografie (selectie)
- 1950: Stars in My Crown
- 1949: The Inspector General
- 1948: Adventures of Don Juan
- 1947: Pursued
- 1946: Night and Day
- 1944: The Adventures of Mark Twain
- 1943: Destination Tokyo
- 1943: Action in the North Atlantic
- 1942: Gentleman Jim
- 1942: Desperate Journey
- 1942: Captains of the Clouds
- 1941: Footsteps in the Dark
- 1941: The Strawberry Blonde
- 1940: Santa Fe Trail
- 1940: They Drive by Night
- 1940: The Sea Hawk
- 1940: Virginia City
- 1940: The Fighting 69th
- 1939: The Private Lives of Elizabeth and Essex
- 1939: Dodge City
- 1938: Listen, Darling
- 1938: The Sisters
- 1938: Algiers
- 1938: The Adventures of Robin Hood
- 1937: Stella Dallas
- 1937: The Prince and the Pauper
- 1936: Our Relations
- 1935: The Crusades
- 1935: The Good Fairy
- 1934: Imitation of Life
- 1934: Broadway Bill
- 1934: Of Human Bondage
- 1934: It Happened One Night
- 1931: Susan Lenox (Her Fall and Rise)
- 1922: Robin Hood

- Biblioteca Nacional de España: XX1054910
- Bibliothèque nationale de France: cb14049697k (data)
- Gemeinsame Normdatei: 1116650053
- International Standard Name Identifier: 0000 0000 8403 4232
- Library of Congress Control Number: n85342735
- National Archives and Records Administration: 10568524
- Nationale Bibliotheek van Israël: 987007432755605171
- SNAC: w6p296xq
- Système universitaire de documentation: 075645742
- Virtual International Authority File: 100246292
- WorldCat: E39PBJjt7g9Bc9DCtH8PFj97HC